# 毛萼铁线莲
毛萼铁线莲（学名：Clematis hancockiana）为毛茛科铁线莲属下的一个种。

## 扩展阅读
- 維基物種上的相關：毛萼铁线莲